# Jamasze
Jamasze – kolonia wsi Ozierany Małe w Polsce, położona w województwie podlaskim, w powiecie sokólskim, w gminie Krynki.
Dawniej wieś. W czasach zaborów w granicach Imperium Rosyjskiego, w guberni grodzieńskiej, w powiecie grodzieńskim.
W latach 1921–1939 leżała w Polsce, w województwie białostockim, w powiecie grodzieńskim, w gminie Krynka.
Według Powszechnego Spisu Ludności z 1921 roku zamieszkiwały tu 34 osoby, 24 były wyznania rzymskokatolickiego, a 14 prawosławnego. Jednocześnie 25 mieszkańców zadeklarowało polską przynależność narodową, a 9 białoruską. Było tu 9 budynków mieszkalnych.
Miejscowość należała do parafii prawosławnej i rzymskokatolickiej w Krynkach. Podlegała pod Sąd Grodzki w Krynkach i Okręgowy w Grodnie; właściwy urząd pocztowy mieścił się w Krynkach.
W wyniku napaści ZSRR na Polskę we wrześniu 1939 miejscowość znalazła się pod okupacją sowiecką. 2 listopada została włączona do Białoruskiej SRR. 4 grudnia 1939 włączona do nowo utworzonego obwodu białostockiego. Od czerwca 1941 roku pod okupacją niemiecką. 22 lipca 1941 r. włączona w skład okręgu białostockiego III Rzeszy. 
W latach 1975–1998 kolonia administracyjnie należała do województwa białostockiego.